# 大原其戎
大原 其戎（おおはら きじゅう、四時園其戎、文化9年5月18日（1812年6月26日） - 明治22年（1889年）3月31日）は、伊予松山の俳人。通称は熊太郎、沢右衛門。
青年期の正岡子規が俳句の指導を受けた人物である。

## 概要
伊予国（現・愛媛県）の三津浜に生まれた。父親は綿・麻織物を扱う太物商で俳人の其沢である。万延元年（1860年）、京都に出て七世桜井梅室に入門し、二条家から宗匠の免許を受けた。その後、故郷に戻り俳諧結社の明栄社を興し、明治13年（1880年）に月刊俳誌『真砂の志良辺』を創刊した。同誌に投稿した俳人は800人に達した。
上京後、俳句に興味を持った正岡子規が、明治20年（1887年）の2度目の帰郷の際、友人の勝田主計の勧めで其戎のもとを訪ね、句稿を見せて批評を仰いだ。この時、其戎は75歳であった。同年、子規の「虫の音を踏わけ行くや野の小道」の句が『真砂の志良辺』に掲載され、これが彼の初めて活字になった句とされている。以後、子規は「丈鬼」などの俳号で、明治22年（1889年）に其戎が没し、子の其然が刊行を継承した後の明治23年（1890年）8月まで、同誌に投稿を続けた。『真砂の志良辺』に掲載された子規の句は44句に上る。